# مايك باول (سياسي)
مايك باول (بالإنجليزية: Mike Powell)‏ هو محامي وسياسي أمريكي، ولد في 1 فبراير 1961. حزبياً، نشط في الحزب الجمهوري. وقد انتخب عضو مجلس نواب لويزيانا.